# مرداب (فیلم ۲۰۰۶)
مرداب (به انگلیسی: The Marsh) فیلمی محصول سال ۲۰۰۶ و به کارگردانی جردن بارکر است. در این فیلم بازیگرانی همچون گابریل انور، لویی فره‌را، فارست ویتاکر، پیتر مک‌نیل، نیام ویلسون و جو دینیکول ایفای نقش کرده‌اند.